# York Sound
De York Sound is een sound gelegen in de regio Kimberley van West-Australië en uitmondend in de Indische Oceaan. De sound wordt begrensd door Cape Pond in het noorden en Hardey Point met de Coronation Islands in het zuiden. De dichtstbijzijnde bevolkte stad bij de sound is Kalumburu, 180 kilometer naar het noordoosten.
Het belangrijkste kenmerk van de sound is het eiland Boongaree, dat dicht bij het vasteland in het zuiden ligt bij en de Anderdon-eilanden en het eiland Murrara in het noorden. Aan de zuidkant van de sound ligt Prince Frederick Harbor.
De Hunter en de Roe monden beide rechtstreeks uit in de sound.
De baai ligt in de mariene ecoregio Bonapartekust.

## Geschiedenis
De eerste Europeaan die het gebied bezocht was de Nederlandse zeeman en ontdekkingsreiziger Abel Tasman, die in 1644 in het gebied landde. Het gebied werd in 1820 onderzocht door Phillip Parker King aan boord van de Mermaid.